# Шерданы
Шерданы (ŠRDN, серданы, шардана) — один из так называемых «народов моря», по древнеегипетским источникам, населявших Средиземноморье во 2-м тысячелетии до н. э. Название, предположительно, семитского происхождения: SharrDan(i)(n) (Sharr — война, Dan(i)(n) — те, которые; то есть «воины»). Шерданы, промышлявшие пиратством и участвовавшие во вторжениях на территорию Египта, были разгромлены Рамсесом II, Мернептахом, Рамсесом III и постепенно становились источником пополнения личной гвардии фараонов.

## Имя
Этническая принадлежность не установлена.
Согласно распространённой среди историков версии, эти «морские разбойники» были предками сардов, заселивших позднее Сардинию. Израильский археолог Адам Зерталь указывает на сходство построек Ахвата (города, который он считает столицей шерданов и отождествляет с Харошеф-Гоимом, упомянутым в 4-й главе «Книги Судей») с нурагическими постройками Сардинии.
Есть также гипотеза, что этому народу обязан своим названием город Сарды в Малой Азии.
Наконец, согласно третьей гипотезе, шердены ассоциируются с дарданами (союзниками троянцев).

## История
Самые ранние упоминания о народе, называемом Srdn-w, приводятся в Тель-Эль-Амарнском архиве, где они записаны как «se-er-ta-an-nu» в корреспонденции Риб-Адди, правителя Библоса, с фараоном Эхнатоном, или же Аменхоте́пом III.
Хотя они называются морскими разбойниками и наёмниками, готовыми предложить свои услуги, эти тексты не предоставляют достаточных доказательств, того что род деятельности этих «людей ширданну» были в это время именно таковыми. При XVIII династии шерданы впервые появились в египетском войске.
Не позже 2-го года правления фараон Рамсес II (из XIX династии) одержал победу над шерданами. В египетских источниках говорится о кораблях неприятеля и разгроме шердан во время сна (событие, по-видимому, происходило в море или на одном из притоков Нила), а также о том, что шерданы, будучи захваченными врасплох, не смогли оказать сопротивления. Однако к пленным шерданам хозяева-египтяне не стали относиться плохо. Их боевые качества вскоре понадобились, и они были включены в ряды войск Египта.
На более поздних изображениях шерданы показаны сражающимися в первых рядах в войнах в Сирии и Палестине. Как показывает литературный папирус, отряд, посланный в Сирию и Палестину против «мятежников», состоял из 1900 египтян, 520 шерданов, 1600 ливийцев, 100 ливийцев другого племени и 880 эфиопов.
Фараон Мернептах в Саисской битве разгромил ливийского правителя и его союзников из «народов моря», в числе которых присутствовали и шерданы.
На 8-м году правления Рамсеса III Египет встал перед угрозой нового вторжения «народов моря». Как видно, шерданы воевали как на стороне Египта, так и против него. Иноплеменные воины в стане египетского войска были в правовом отношении приравнены к египтянам. К примеру, шерданы при XX династии часто упоминаются в писцовой книге как держатели земельных наделов.
Шерданы, служившие в египетском войске наёмниками, использовали в бою длинные прямые мечи, в отличие от исконно египетских воинов, использовавших мечи серповидной формы. Щиты же были круглой формы. Защитой для головы служил шлем, украшенный рогами.
- Морское сражение шердан, рисунок в храме Мединет-Абу
- Нурагическая фигурка с острова Сардиния
- Статуя из Энгоми, Кипр

## В литературе
Воин Пиррас из рассказа «Дом Эрейбу» писателя Роберта Говарда состоял в войске египетского фараона в качестве шердана, хотя по происхождению к ним не принадлежал.
Андрей Валентинов, «Серый коршун» («Эксмо», 2004, ISBN 5-699-07472-4).
В романе М. Валтари «Синухе, египтянин» упоминаются шарданы (в другом переводе — сарданы) в составе войск фараона.

## В кинематографе
Итальянский режиссёр Мауро Арагони работает над мини-сериалом «Нураги» в жанре фэнтези, посвящённом народу шердана.